# Eoceno
| Sistema/Período | Série/Época | Andar/Estágio  | Idade (Ma)   |
| --- | ----------- | -------------- | ------------ |
| Neogeno | Mioceno     | Aquitaniano    | mais recente |
| Paleogeno | Oligoceno   | Chattiano      | 23.03–28.1   |
| Paleogeno | Oligoceno   | Rupeliano      | 28.1–33.9    |
| Paleogeno | Eoceno      | Priaboniano    | 33.9–37.8    |
| Paleogeno | Eoceno      | Bartoniano     | 37.8–41.2    |
| Paleogeno | Eoceno      | Luteciano      | 41.2–47.8    |
| Paleogeno | Eoceno      | Ipresiano      | 47.8–56.0    |
| Paleogeno | Paleoceno   | Tanetiano      | 56.0–59.2    |
| Paleogeno | Paleoceno   | Selandiano     | 59.2–61.6    |
| Paleogeno | Paleoceno   | Daniano        | 61.6–66.0    |
| Cretáceo | Superior    | Maastrichtiano | mais antigo  |
| Subdivisão do Paleogeno de acordo com a Tabela Cronoestratigráfica Internacional versão 2015/1 da Comissão Internacional sobre Estratigrafia. |             |                |              |

Eoceno é a segunda época da era Cenozoica, está compreendida entre cerca de há 56 milhões de anos e cerca de há 33,9 milhões de anos. O Eoceno sucede o Paleoceno e precede o Oligoceno. O nome Eoceno vem do grego eos (ἠώς, "amanhecer") e kainos (καινός, "novo"). Divide-se nas idades Ypresiana, Lutetiana, Bartoniana e Priaboniana, da mais antiga para a mais recente.
Foi durante este período que se formaram algumas das mais importantes cordilheiras de nosso planeta, tais como os Alpes e o Himalaia.

## Clima
A temperatura média da Terra era bem maior que a atual, devido ao Máximo térmico do Paleoceno-Eoceno, um aumento súbito da temperatura global que marcou o final do Paleoceno e o inicio do Eoceno. As altas temperaturas favoreceram o desenvolvimento de bosques tropicais, que se espalharam por todo o globo, até os polos.
Porém, em meados do Eoceno, o clima começou a passar por mudanças bruscas. Parte destas mudanças teriam sido ocasionadas pela rápida separação da Austrália e da Antártida, ocasionada pela deriva continental. O isolamento do Oceano Ártico ocasionou o Evento Azolla, que diminuiu rapidamente a temperatura global e iniciou o processo de glaciação antártica. Este esfriamento global, também tornou o clima mais seco, diminuindo a distribuição dos bosques tropicais e substituindo-os por planícies mais abertas em diversas regiões do mundo. Muitos especialistas associam o surgimentos destas áreas abertas com a evolução dos primeiros grandes mamíferos.
Essa mudança climática, ocorrida entre há 36 e 33 milhões de anos, foi a principal causa da chamada Grande Coupure, um evento de extinção em massa que se estima ter extinguido cerca de 20% da fauna do planeta.

## Fauna e flora

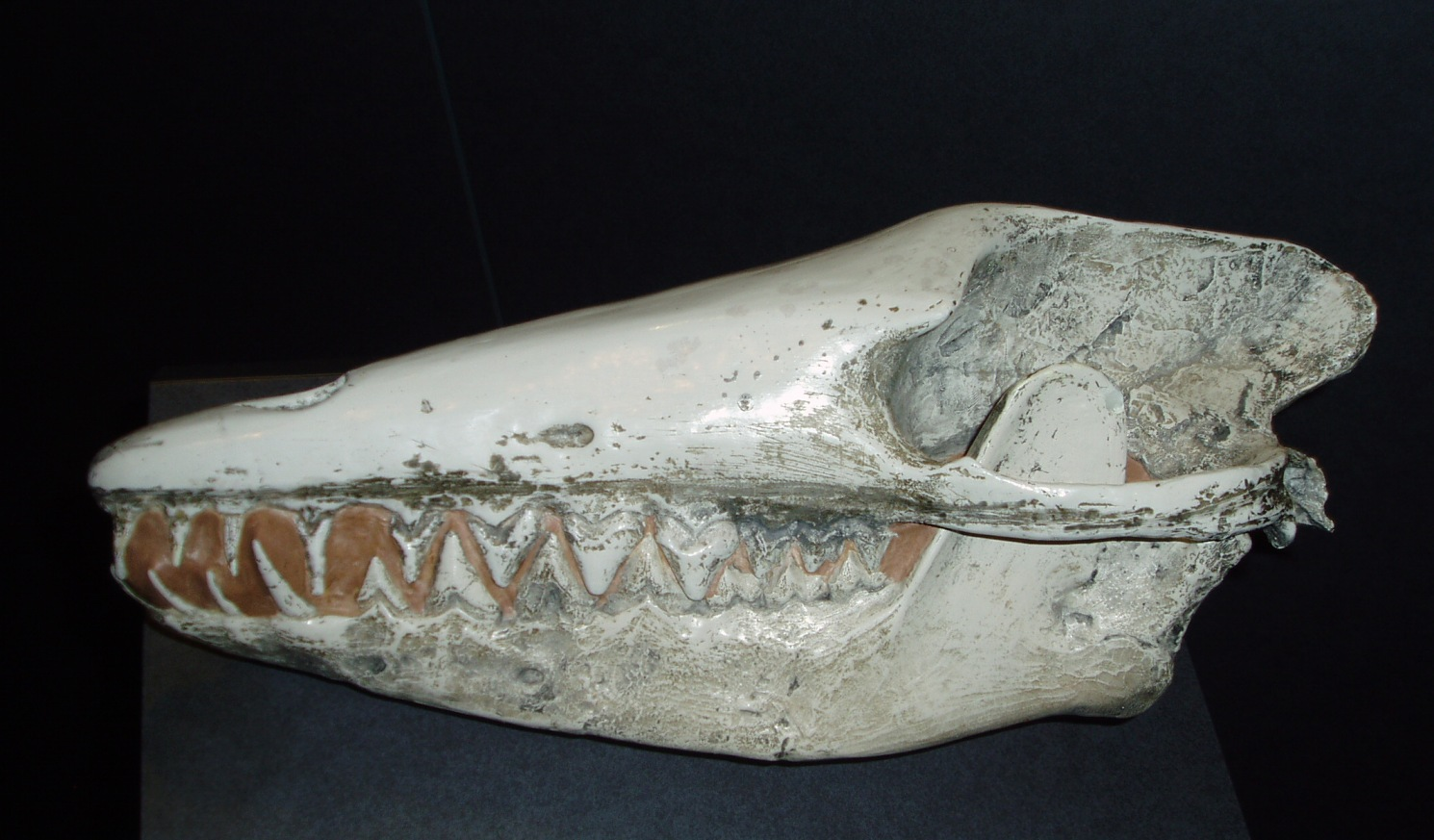
Cranio de Pakicetus, ancestral terrestre das atuais baleias.

No inicio do Eoceno as aves, como o Gastornis, ainda eram os predadores terrestres dominantes (tal como no Paleoceno) porém a medida que o tempo avançava, os mamíferos passaram por uma verdadeira explosão de diversividade de espécies e assumiram de vez o "domínio" do planeta. Os predadores dominantes ao decorrer do Eoceno passaram a ser os mamíferos creodontes e mesoniquídeos (com destaque a este segundo grupo para Andrewsarchus, o maior mamífero carnívoro terrestre que já existiu), ainda que este período também tenha testemunhado o surgimento dos primeiros membros da ordem Carnivora. Entre os herbívoros se destacam o inicio do desenvolvimento dos perissodáctilos (com os ancestrais dos atuais cavalos e rinocerontes), além dos primeiros artiodáctilos (bovinos, cervos, camelos e porcos), dos primeiros proboscídeos (elefantes) e dos primeiros grandes mamíferos herbívoros (que na sua maioria pertencia a grupos que se extinguiram na Grande Coupure). Algo que merece destaque neste período é a evolução dos cetáceos, que iniciaram o Eoceno como animais anfíbios (como o Ambulocetus natans) e o terminaram como seres totalmente aquáticos e os predadores dominantes dos oceanos.

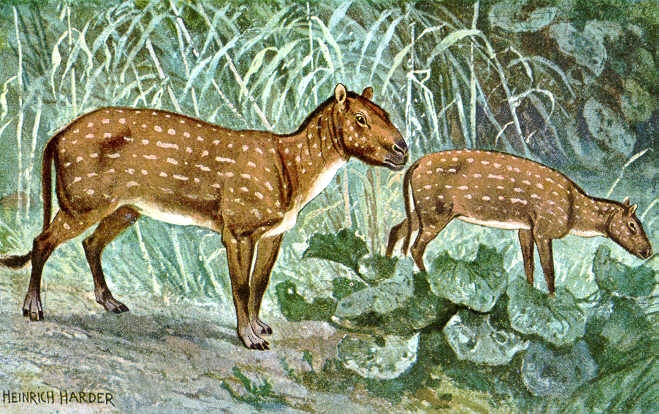
Hyracotherium leoporinum ou Eohippus um perissodáctilo primitivo Comprimento 60 cm
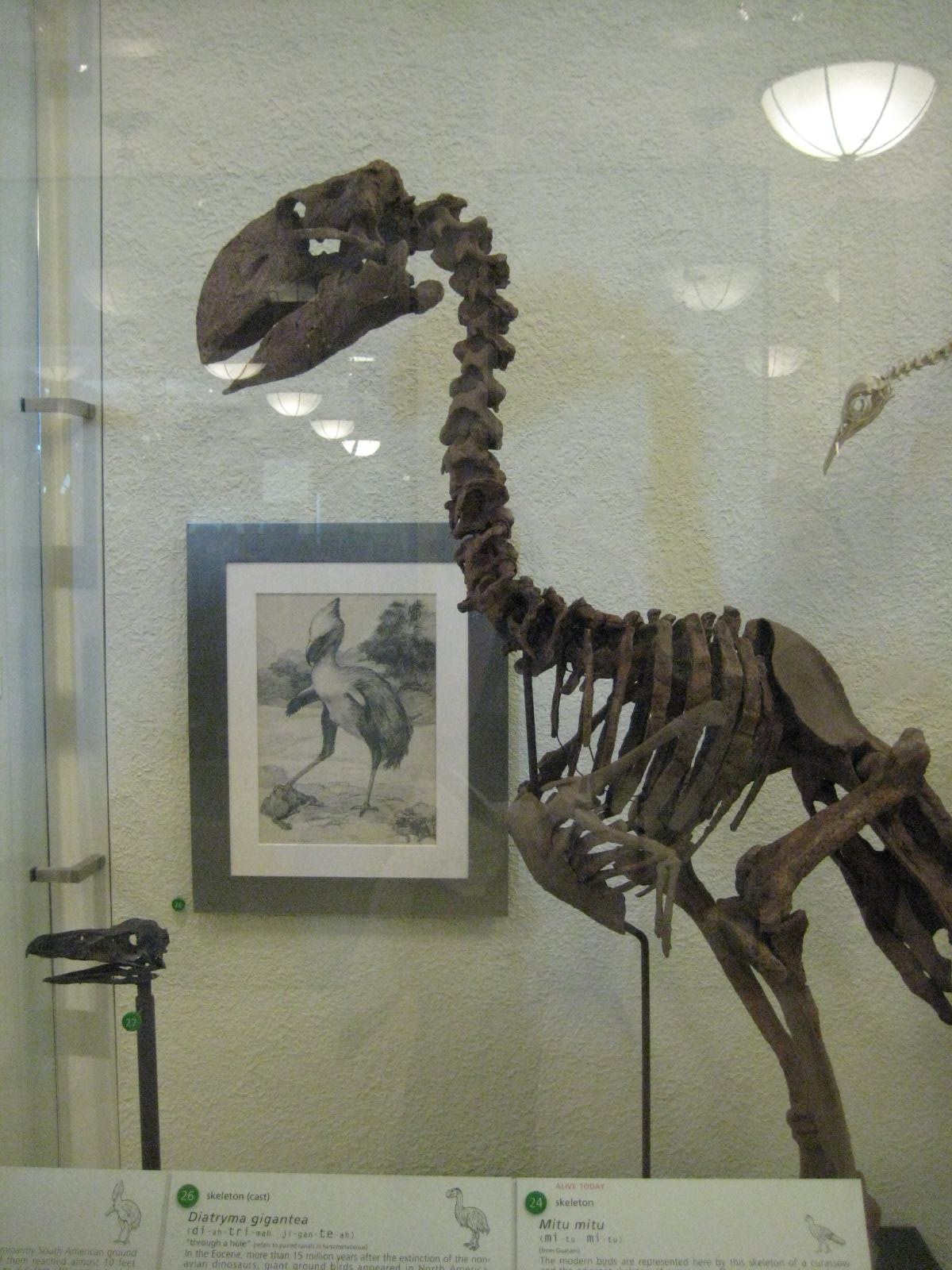
Gastornis gigantium ou Diatrima uma ave gastornithiforme Altura: 2,2 m
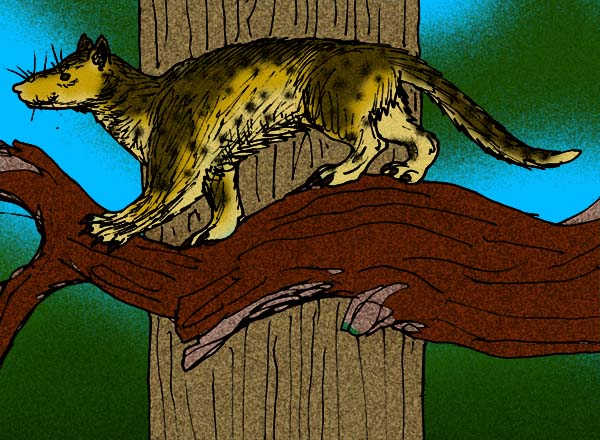
Miacis parvivorus um carnívoro primitivo Comprimento: ~30 cm
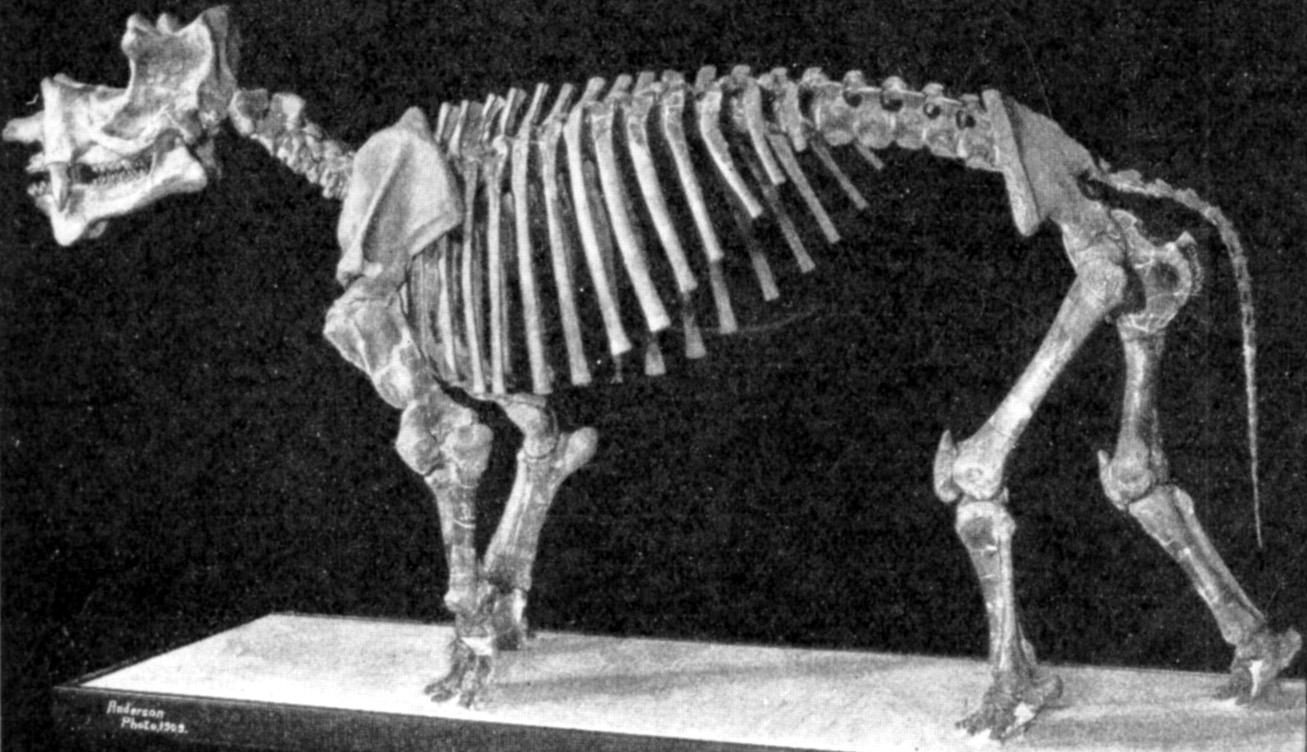
Uintatherium anceps um dinocerado Comprimento: 3–4 m
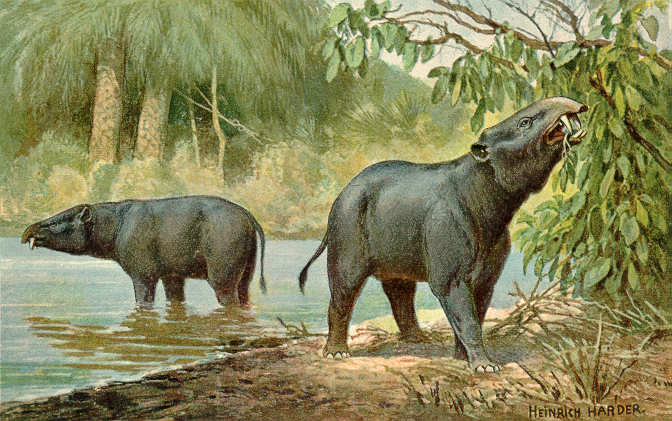
Moeritherium lyonsi Um proboscídeo primitivo Altura: 60 cm
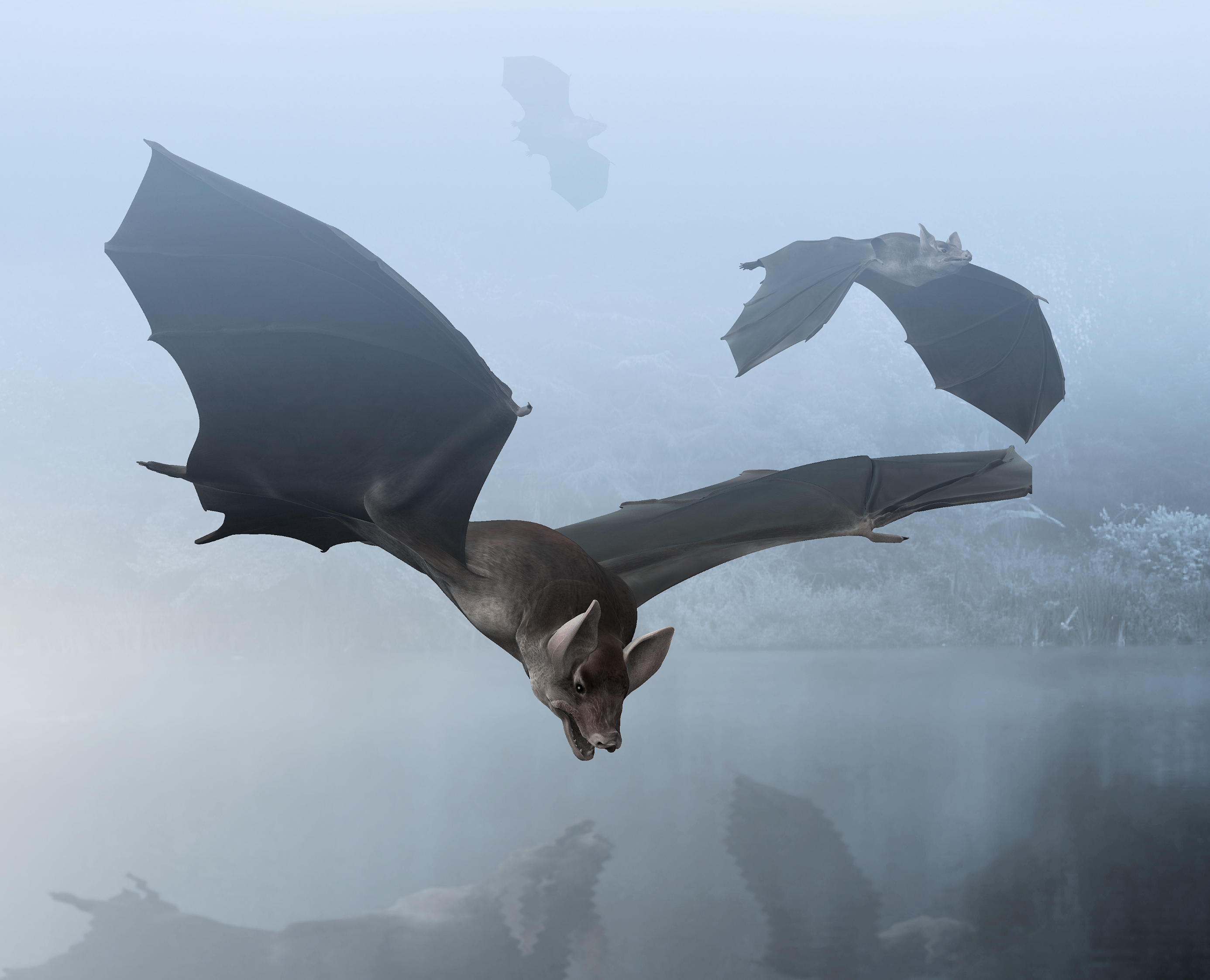
Palaeochiropteryx Um quiróptero Comprimento: 10 cm
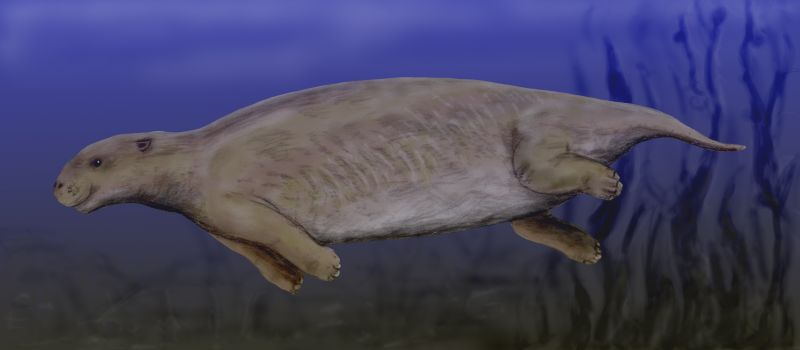
Prorastomus Um sirênio primitivo Comprimento: 1,5 m
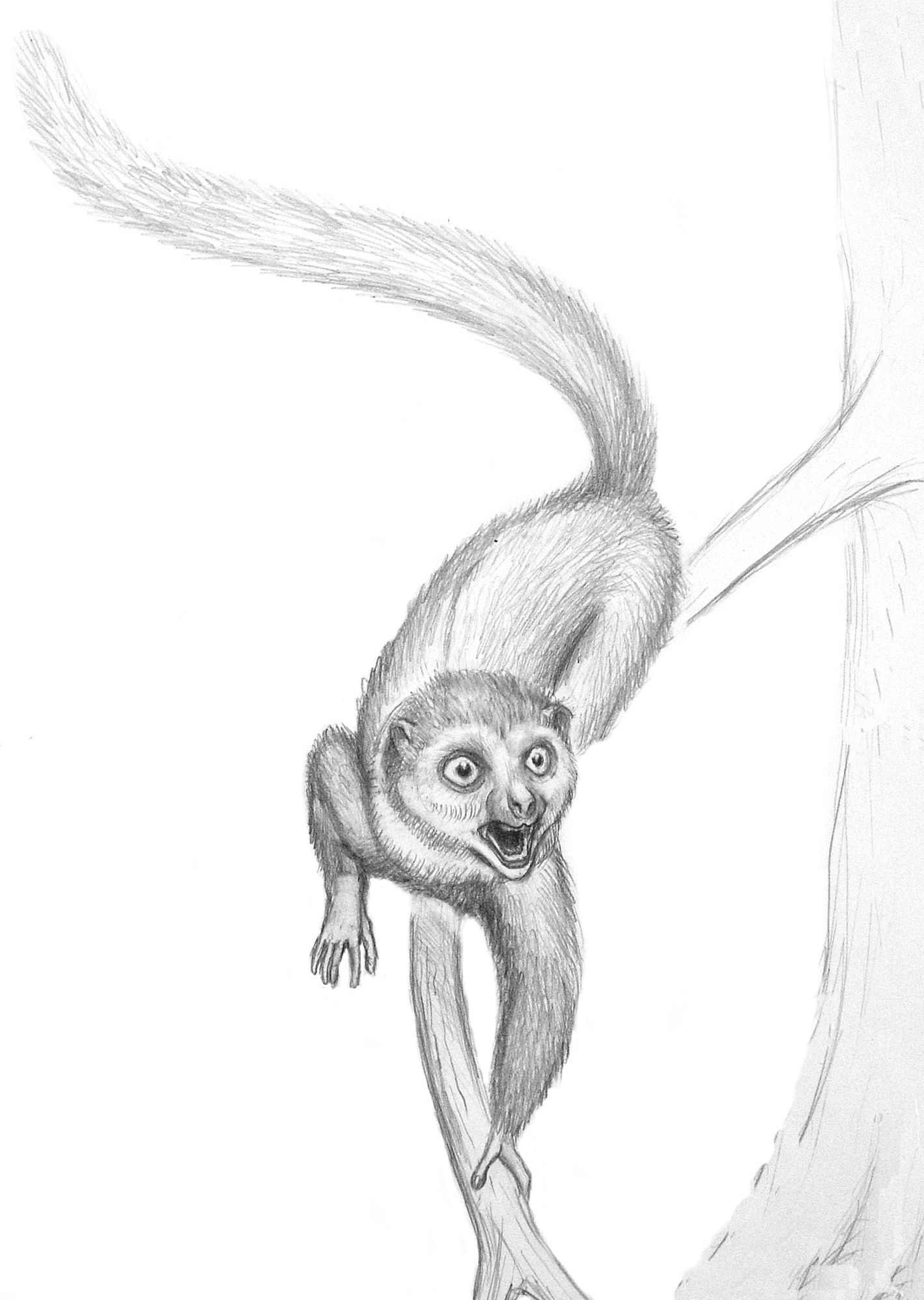
Darwinius masillae Um primata primitivo Comprimento: 58 cm
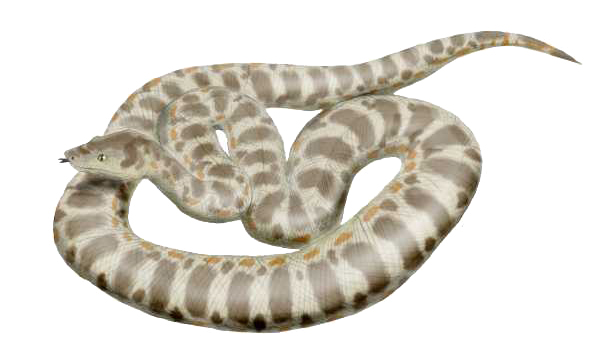
Gigantophis garstini Uma serpente Comprimento: 13 m
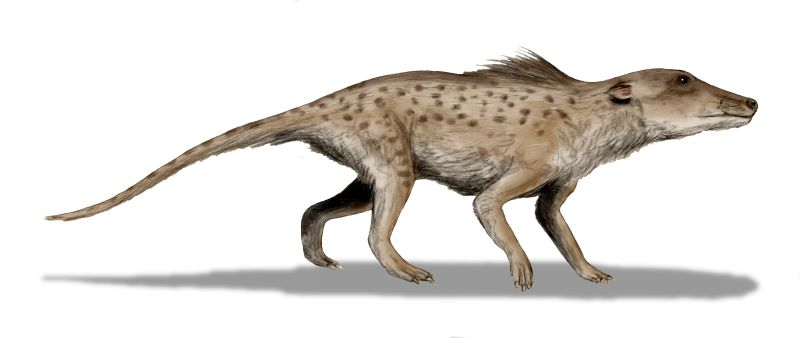
Pakicetus Um cetáceo primitivo Comprimento: 1,5 m
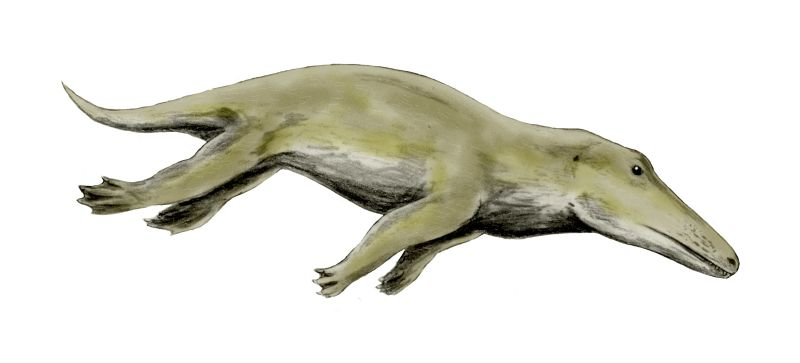
Ambulocetus Um cetáceo primitivo Comprimento: 3 m
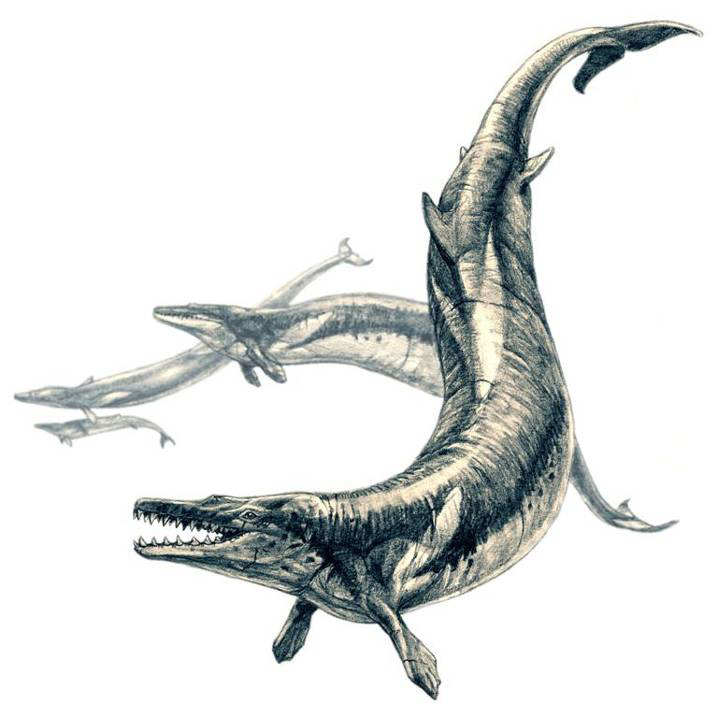
Basilosaurus Um cetáceo Comprimento: 15–18 m

A flora do período se manteve bem similar a de seu antecessor (o Paleoceno), com a predominância de arvores decíduas e coníferas; sendo que gramíneas ainda não existiam.